# Niamh Farrelly
Niamh Farrelly (Dublino, 15 aprile 1999) è una calciatrice irlandese, centrocampista del Galway.

## Carriera

### Club
Farrelly è originaria di Lucan, Dublino, e ha imparato a giocare a street football assieme al fratello. Tifosa dell'Arsenal, ha trascorso una stagione con l'Esker Celtic giocando nella Dublin and District Schoolboys'/girls' League (DDSL) prima di trasferirsi al Peamount United. Ha anche giocato a calcio gaelico a livello giovanile nel Lucan Sarsfields GAA,  prima di decidere di concentrarsi sul calcio.
Nel settembre 2015 Farrelly ha debuttato con la prima squadra del Peamount United nella vittoria per 4-2 nella WNL Shield contro il Castlebar Celtic. Nel campionato 2018 si è messa particolarmente in luce, venendo nominata giocatrice del mese della WNL per il settembre 2018 e nominata nella rosa del Team of the Season. La stagione seguente ha contribuito alla conquista delle Peas del titolo della Women's National League 2019.
Dopo aver aiutato il Peamount United a conquistare il double campionato-coppa nella stagione 2020, nel novembre di quello stesso anno Farrelly si trasferisce alle campionesse di Scozia in carica del Glasgow City, in tempo per essere inserita in rosa e disputare l'incontro di UEFA Women's Champions League contro la sua vecchia squadra nel primo turno di qualificazione dell'edizione 2020-2021. Benché il completamento del trasferimento fosse previsto con la scadenza naturale del contratto e il successivo svincolo dal 2 gennaio 2021, durante la sessione invernale di calciomercato, nel dicembre 2020, Farrelly ha concretizzato il suo passaggio al club di Glasgow che disputa la Scottish Women's Premier League con un contratto triennale da professionista, assegnandole la maglia numero 17 del City.
Al suo debutto da professionista Farrelly ha segnato un gol ed è stata nominata Player of the Match nella vittoria per 3-0 contro il Celtic nell'aprile 2021. Ha segnato anche in entrambe le due partite successive con il club, contribuendo alla conquista del titolo della Scottish Women's Premier League 2020-2021. Nel febbraio 2022 Farrelly fu al centro di critiche per aver fatto un duro intervento su Chloe Craig del Celtic, fallo che ha causato l'infortunio di entrambe le giocatrici.
Il Glasgow City ha annunciato che Farrelly era tra le sette giocatrici che avrebbero lasciato le campionesse scozzesi uscenti nel giugno 2022, mentre a fine luglio il Parma, alla sua prima stagione in Serie A, la annuncia tra i più recenti acquisti per la stagione entrante.

### Nazionale
Farrelly ha rappresentato l'Irlanda a livello scolastico mentre frequentava il St. Joseph's College a Lucan.
In seguito viene convocata dalla Federcalcio irlandese (FAI) per indossare la maglia della formazione Under-17 che disputa, in Serbia, le qualificazioni all'Europeo di Islanda 2015, festeggiando con le compagne l'accesso a una fase finale dopo cinque anni, rimanendo però delusa per la sua esclusione dalla rosa per il torneo finale. Spinta da questo rifiuto, ha saltato le convocazioni agli stages per allenarsi con l'Under-19 ed è stata poi nominata capitano nella fascia d'età superiore. Ai FAI International Football Awards è stata nominata Under-19 Women's International Player of the Year per l'anno 2018.
Mentre era iscritta alla Dublin City University, Farrelly ha rappresentato l'Irlanda al torneo di calcio femminile delle Universiadi di Napoli 2019.
Nell'agosto 2016 la selezionatrice della nazionale maggiore Susan Ronan convoca Farrelly per un ritiro in Galles con una squadra composta di elementi giovani e prevalentemente casalinga., senza tuttavia impiegarla in nessuna della doppia amichevole con le avversarie padrone di casa.
Il successore di Ronan come ct della nazionale, Colin Bell, ha convocato Farrelly per la prima volta in occasione della partita con le campionesse d'Europa in carica dei Paesi Bassi del 28 novembre 2017, valido per le qualificazioni del gruppo 3 della zona UEFA al Mondiale di Francia 2019, incontro terminato a reti inviolate. Pur non venendo impiegata nell'incoraggiante pareggio per 0-0 dell'Irlanda ha fatto tesoro dell'esperienza.
Il 20 gennaio 2019 ha conquistato la sua prima maglia da titolare nell'amichevole persa per 1-0 contro il Belgio, a Murcia, in Spagna. Nell'agosto 2019 ha esordito nella sconfitta amichevole per 3-0 contro gli Stati Uniti al Rose Bowl di Pasadena, in California, venendo elogiata per la sua prestazione dal ct ad interim Tom O'Connor il quale dicherò in quell'occasione "Niamh Farrelly e Jess Gargan sono state eccellenti, non sono sembrate per nulla fuori sintonia"..

## Palmarès
- Campionato irlandese: 2

Peamount United: 2019, 2020
- FAI Women's Cup: 1

Peamount United: 2020